# Lavrenty Pavlovich Beria
Lavrenty Pavlovich Beria (tên khai sinh: Lavrenti Pavles dze Beria; 29 tháng 3 [lịch cũ 17 tháng 3] năm 1899 – 23 tháng 12 năm 1953) là một nhà chính trị Xô viết người Gruzia. Ông được phong danh hiệu Nguyên soái và là người phụ trách an ninh quốc gia, lãnh đạo bộ máy an ninh và cảnh sát mật Liên Xô (NKVD) thời Iosif Vissarionovich Stalin trong Thế chiến II. Ông cũng từng giữ chức Phó Thủ tướng thời hậu chiến (1946–1953).
Beria trở thành lãnh đạo của NKVD từ tháng 11 năm 1938, sau khi người tiền nhiệm Yezhov bị hạ bệ. Beria lập tức cho điều tra lại các hành động tra tấn, bắt người, vu oan trong thời kì của Yezhov, kết quả là 100.000 người được thả và Yezhov cùng nhiều tay chân bị xử bắn vì tội lạm quyền.
Beria là một trong những lãnh đạo an ninh cầm quyền lâu dài nhất và có ảnh hưởng lớn nhất trong thời Stalin. Ông điều hành nhiều vùng rộng lớn của Liên Xô và là chỉ huy của lực lượng vũ trang của NKVD trong cuộc chiến tranh chống phát xít Đức, chỉ huy và điều phối hoạt động của các lực lượng du kích Liên Xô trong hậu phương Đức, điều phối các hoạt động tình báo và phá hoại trong hậu phương Đức, xử lý các trường hợp đào ngũ, phản bội, vô kỷ luật trong hàng ngũ quân đội Liên Xô. Beria cũng coi sóc các trại cải tạo lao động Gulag và điều hành các viện nghiên cứu bí mật bao hàm các nhà khoa học bị vướng vòng lao lý (gọi là sharashka). Ông cũng tham dự Hội nghị Yalta. Sau chiến tranh, Beria hỗ trợ hoạt động của các đảng cộng sản và đồng minh trong cuộc đấu tranh giành quyền lực ở các nước Đông Âu.
Beria còn là người lãnh đạo chương trình chế tạo thành công bom nguyên tử của Liên Xô, vì ông là người có khả năng lãnh đạo, điều hành giỏi, có thái độ cứng rắn và không khoan nhượng, và là người có khả năng đem lại kết quả cho các dự án.
Tháng 3 năm 1953, Stalin qua đời. Beria trở thành Phó Thủ tướng thứ nhất của Liên Xô. Ông là một trong bộ ba cầm quyền trong thời gian này cùng với G. Malenkov và V. Molotov. Tuy nhiên, Khrushchev đã tiến hành một cuộc đảo chính dưới sự hỗ trợ của các tướng lĩnh quân đội, bắt giam Beria và kết án ông phản quốc. Beria bị xử bắn ở tầng hầm của Tổng hành dinh quân khu Moskva bởi tướng Pavel Batitsky.

## Tiểu sử
Lavrenty Beria sinh năm 1899 tại Merkheuli gần Sukhumi, ở Abkhazia, là con của một gia đình nông dân nghèo. Ông theo học trường kỹ thuật ở Baku, gia nhập Bolshevik vào năm 1917 và hoạt động tại Gruzia trong thời gian Cách mạng Tháng Mười. Năm 1921 Beria gia nhập Cheka ở Baku, Azerbaijan dưới sự lãnh đạo của Feliks Dzerzhinsky. Cheka là cơ quan có nhiệm vụ thanh trừng các thành phần chống lại chính quyền Liên Xô. Sau đó Beria được chuyển tới làm việc cho Cheka ở Gruzia.

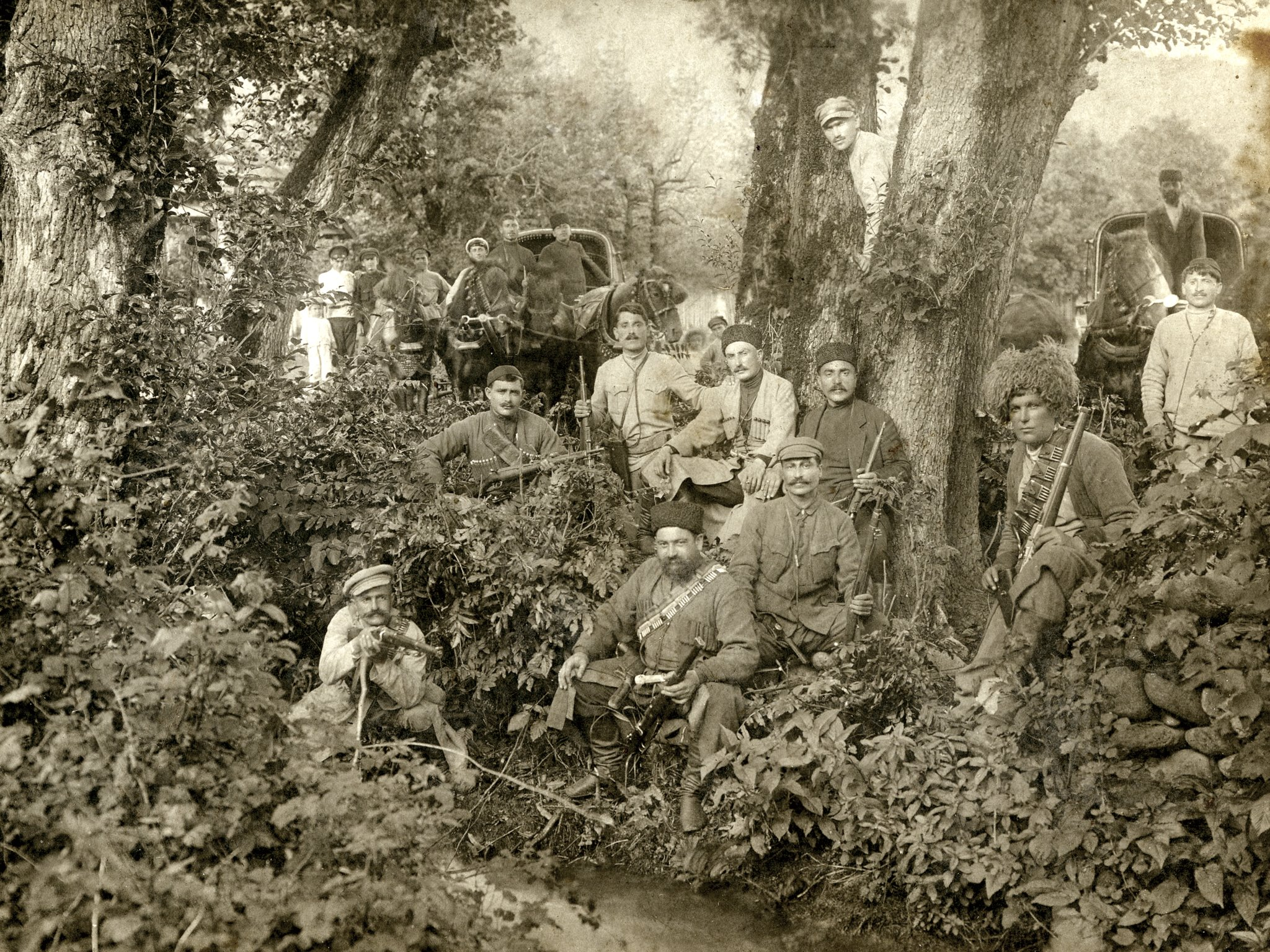
Những người Gruzia trong Cuộc nổi dậy tháng Tám chống chính quyền Xô viết năm 1924

Năm 1922, Beria trở thành người giữ cương vị thứ hai trong Văn phòng phối hợp chính trị Nhà nước Gruzia (OGPU), tên mới của Cheka. Trong thời kỳ này, Beria đã hết sức nỗ lực trong việc dập tắt các phong trào Dân tộc Chủ nghĩa nổi dậy chống chính quyền Liên Xô tại Tbilisi năm 1924.
Năm 1926, với sự ủng hộ của Stalin, Beria được cử làm Chủ tịch của OPGU và sau đó, năm 1931 trở thành Tổng bí thư Đảng Bolshevik tại Gruzia còn và được bầu vào Ban Chấp hành Trung ương Đảng Cộng sản Liên Xô năm 1934.
Năm 1938, ông được Iosif Stalin chuyển đến Moskva làm trợ tá cho Nikolai Yezhov lúc này là Chủ tịch NKVD Liên Xô. Không lâu sau đó Yezhov bị bắt giữ do đã cùng với Nikolai Bukharin, Aleksyei Rykov, Nikolai Krestinsky, Christian Rakovsky và Lev Davidovich Trotsky bị kết án âm mưu đảo chính, do đó mà Beria được lên thay thế Nikolai Yezhov giữ chức Chủ tịch NKVD. 

Phù hiệu của Bộ Dân ủy Nội vụ NKVD

Vào ngày 5 tháng 3 năm 1940, sau Hội nghị Gestapo–NKVD thứ 3 được tổ chức ở Zakopane, Beria gửi một lá thư cho Stalin, trong đó ông cho biết tù nhân chiến tranh Ba Lan bị giữ tại các trại cũng như nhà tù ở Tây Belarus và Ukraina là kẻ thù của Liên Xô, và đề nghị xử bắn họ. Hầu hết những người này là sĩ quan quân đội, nhưng cũng có những nhà trí thức, bác sĩ, và linh mục cùng những người khác, tổng cộng lên tới trên 22.000. Với sự đồng ý của Stalin, NKVD của Beria đã tiến hành xử bắn họ.
Sau khi Lev Trotsky bị Ramon Mercader ám sát tại Mexico City ngày 20/8/1940 theo lệnh Stalin, tất cả các nhân vật lãnh đạo có ảnh hưởng đến cuộc Cách mạng Nga đều bị chết ngoại trừ lãnh tụ tối cao Joseph Stalin. 15 thành viên của chính quyền Bolshevik đầu tiên thì hết 10 người đã bị xử tử và 4 người đã chết không giải thích được.
Beria là lãnh đạo cầm quyền lâu nhất và có ảnh hưởng nhất của lực lượng cảnh sát mật và tình báo thời Stalin, đã có được ảnh hưởng lớn nhất trong và sau thời Thế chiến II. Ông đồng thời quản lý những lĩnh vực to lớn của nhà nước Xô viết và trên thực tế là Nguyên soái Liên Xô chỉ huy các đơn vị mặt trận của NKVD chịu trách nhiệm các chiến dịch chống du kích tại Mặt trận phía Đông trong Thế chiến II, cũng như là đội quân ngăn chặn và bắt giữ hàng nghìn "kẻ phản bội, bỏ trốn, nhát gan và bị nghi ngờ giả ốm để đào ngũ". Beria quản lý việc mở rộng các trại lao động Gulag và chịu trách nhiệm chính trong việc giám sát các định chế bảo vệ an ninh mật được gọi là sharashka, rất quan trọng trong chiến tranh. Ông cũng đóng vai trò quyết định trong việc phối hợp du kích quân Liên Xô, phát triển một mạng lưới tình báo và phá hoại hiệu quả phía sau các chiến tuyến của Đức. Ông đã tham gia Hội nghị Yalta cùng Stalin, và được Stalin giới thiệu với Tổng thống Hoa Kỳ Franklin D. Roosevelt là "Himmler của chúng tôi".
Sau chiến tranh, ông tổ chức một cuộc tiếp quản cộng sản với các nước Trung và Đông Âu. Tính cách sắt đá không thỏa hiệp của Beria khi thi hành trách nhiệm và khả năng của ông được chứng minh khi ông giám sát thành công Dự án bom nguyên tử của Liên Xô. Stalin dành cho chương trình này sự ưu tiên tuyệt đối và nó đã được hoàn thành trong chưa tới 5 năm với một phần công lao không nhỏ của chương trình gián điệp chống phương Tây của Liên Xô được tổ chức NKVD của Beria thực hiện.
Beria được thăng chức Phó Thủ tướng thứ nhất, khi ông thực hiện một chiến dịch tự do hóa ngắn. Trong một thời gian ông đã tham gia lãnh đạo "troika" cùng Georgy Malenkov và Vyacheslav Molotov. Sự tự tin thái quá của Beria vào vị trí của mình sau khi Stalin chết khiến ông đã phán đoán sai những tình cảm của những đồng minh, nhiều người trong số đó vẫn có họ hàng nằm trong nhà tù của Beria. Ngoài ra, những đề xuất của ông để tự do cho Đông Đức và bình thường hóa quan hệ với Hoa Kỳ đã khiến các thành viên khác trong Bộ Chính trị cảnh giác, đặc biệt trong bối cảnh cuộc Khủng hoảng Đông Đức năm 1953 và chỉ bị dẹp yên sau khi quân đội Liên Xô tiến vào.
Theo lệnh từ cấp trên, Beria cũng tiến hành thanh lọc lực lượng quân đội. 3 trong 5 Nguyên soái Liên Xô và 14 trong 16 chỉ huy Hồng quân bị xử bắn sau khi bị kết án gián điệp hoặc âm mưu đảo chính. Nhờ các thành tích đó mà sự nghiệp chính trị của Beria thăng tiến nhanh và tới tháng 2/1941, ông được bổ nhiệm làm Phó Thủ tướng Chính phủ và tới năm 1946 là Ủy viên Bộ Chính trị Trung ương Đảng Cộng sản Liên Xô.
Theo Markus Wolf, Giám đốc Phản gián của Đông Đức thì trong thời Stalin, Beria, giám đốc KGB và phụ tá Viktor Abakumov có thẩm quyền để điều tra bất cứ ai theo lệnh của Stalin.

## Bị hạ bệ
Sau khi Stalin chết năm 1953, Beria được phong làm Phó Thủ tướng và tiếp tục đứng đầu MVD, mà ông ta đã nhập chung với MGB. Người đồng minh thân cận nhất của ông, Malenkov được chọn làm Thủ tướng, người có quyền lực nhất sau thời đại của Stalin. Beria là người có nhiều quyền lực nhất thứ hai, và với sự yếu kém về cá nhân của Malenkov, ông mới thực sự là người nắm quyền lực. Khrushchev trở thành Chủ tịch Đảng. Voroshilov được bầu làm Chủ tịch Nhà nước.
Qua những thành tích trong quá khứ của Beria, những lãnh tụ khác của đảng nghi ngờ những động cơ của ông. Khrushchev chống lại liên minh giữa Beria và Malenkov, nhưng lúc đó ông ta không thể đối đầu được. Cơ hội của ông ta tới vào tháng 6 năm 1953, lúc có cuộc nổi dậy đột phát của dân chúng ở Đông Đức chống lại chính quyền bộc phát ra ở Đông Berlin.
Dựa trên những phát biểu riêng của Beria, các lãnh tụ khác nghi ngờ là qua cuộc nổi dậy này, ông ta có thể đồng ý đánh đổi sự thống nhất của Đức và chấm dứt chiến tranh lạnh để được sự trợ giúp lớn lao của Hoa Kỳ, như đã từng nhận được trong Thế chiến II. Cái giá của chiến tranh vẫn còn đè nặng lên nền kinh tế của Liên Xô. Beria ao ước một nguồn tài chính to lớn mà một quan hệ với Hoa Kỳ có thể cung cấp. Chẳng hạn, Beria đã hứa hẹn cho Estonia, Latvia và Litva một nền tự trị quốc gia, tương tự như các nước chư hầu khác của Liên Xô ở Đông Âu.
Cuộc nổi dậy 1953 ở Đông Đức làm cho Vyacheslav Molotov, Georgy Malenkov, và Nikolai Bulganin tin rằng chính sách của Beria nguy hiểm và làm suy yếu thế lực của Liên Xô. Chỉ trong vài ngày của sự việc xảy ra ở Đức, Khrushchev đã thuyết phục được các lãnh tụ khác làm một cuộc đảo chính chống lại Beria; đồng minh thân cận nhất của Beria, Malenkov đã bỏ rơi ông.
Cùng với Beria còn có Merkulov, Bogdan Kobulov, Sergey Golgidze, Vladimir Dekanozov, Pavel Meshik, và Lev Vlodzimirskiy là những thành viên cùng nhóm với Beria đã bị bắt giữ và tiến hành điều tra trong sáu tháng và xét xử tại trụ sở của Quân khu Moskva.
Nguyên soái Ivan Koniev được bổ nhiệm làm Chủ tịch Hội đồng xét xử đặc biệt của phiên tòa. Toà án đặc biệt của Toà án Tối cao Liên Xô xét xử bí mật Beria từ ngày 16 đến 23 tháng 12 năm 1953.
Beria bị kết tội:
1. Phản quốc. Người ta cho rằng ông đã duy trì mối quan hệ bí mật với các cơ quan tình báo nước ngoài. Đặc biệt, những nỗ lực để bắt đầu các cuộc đàm phán hòa bình với Hitler vào năm 1941 thông qua đại sứ Bulgaria được cho là phản quốc, mặc dù Beria đã hành động theo lệnh của Stalin và Molotov. Nó cũng bị cáo buộc rằng Beria, người đã giúp tổ chức phòng thủ của Bắc Kavkaz, đã để cho người Đức chiếm Kavkaz vào năm 1942. Yêu cầu của Beria cho các trợ lý cải thiện quan hệ đối ngoại là chuyển Vùng Kaliningrad cho Đức, một phần của Karelia cho Phần Lan, Quần đảo Kuril cho Nhật Bản cũng đã hình thành một phần các cáo buộc chống lại ông.
2. Khủng bố. Sự tham gia của Beria vào cuộc thanh trừng của Hồng quân năm 1941 đã được xem là một hành động khủng bố.
3. Hoạt động phản cách mạng trong Nội chiến Nga.

Beria và tất cả các bị cáo khác bị kết án tử hình vào ngày 23 tháng 12 năm 1953. Khi án tử hình được thực hiện, Beria cầu xin lòng thương xót trước khi ngã xuống sàn nhà và than khóc nhưng vô ích. Sáu bị cáo khác đã bị xử tử bởi đội bắn vào cùng ngày phiên tòa kết thúc. Beria bị xử tử riêng. Ông bị bắn vào trán bởi tướng Pavel Batitsky, người đã nhét một miếng giẻ vào miệng của Beria để im lặng. Những khoảnh khắc cuối cùng của ông mang lại sự tương đồng lớn với những người tiền nhiệm của ông, Trưởng ban NKVD Nikolay Yezhov, người đã cầu xin cho cuộc sống của mình trước khi hành quyết vào năm 1940. Cơ thể của ông sau đó đã được hỏa táng và phần còn lại được chôn cất trong một khu rừng gần Moskva.
Chủ tịch Đoàn Chủ tịch Xô Viết Tối cao Liên Xô đã thông qua quyết định tước mọi danh hiệu và tặng thưởng mà nhà nước Liên Xô đã tặng cho ông, bao gồm cả danh hiệu Nguyên soái Liên Xô.

## Dẫn nguồn
1. 1 2  Montefiore, Simon Sebag (2005). Stalin: Court of the Red Tsar. Random House. tr. 483.
2. ↑  Лаврентия Берию в 1953 году расстрелял лично советский маршал
3. ↑  Man Without a Face: The Autobiography of Communism's Greatest, chapter IV, Random House, 1997, isbn=9781891620126
4. ↑  Wydra, Harald (2007). Communism and the Emergence of Democracy. Cambridge University Press. tr. 165. ISBN 0521851696.
5. ↑  Gaddis, John Lewis (2005). The Cold War: a new history. Penguin Press. ISBN 1-59420-062-9.
6. ↑  Knight, Amy (1995). Beria: Stalin's First Lieutenant. Princeton University Press. tr. 189. ISBN 978-0-691-01093-9.